# Arno-Esch-Preis
Mit dem Arno-Esch-Preis des Verbandes Liberaler Akademiker (VLA) wird seit 1990 an den Rostocker Studenten der Rechtswissenschaften Arno Esch und fünf Kommilitonen erinnert, die 1951 von der sowjetischen Justiz zum Tode verurteilt und erschossen wurden. Der Preis wird auf der Grundlage einer Stiftung des langjährigen Präses des Verbandes Peter Menke-Glückert alle zwei Jahre verliehen. Mit dem Preis soll an den Mut all derer erinnert werden, die in liberalen Studentengruppen Widerstand gegen stalinistische Diktatur und Gleichschaltung der Hochschulen in der Sowjetischen Besatzungszone und in der DDR leisteten.
Der Arno-Esch-Preis wird an einzelne Studentinnen, Studenten oder Studenteninitiativen und -verbände verliehen. Als Kriterien gelten unter anderem das besondere Wahrnehmen von Staatsbürgerrechten im Hochschulbereich, Zivilcourage beim Eintreten für Bürgerrechte, ein weltoffenes fachübergreifendes Studium Generale, das Einüben, Initiieren und Praktizieren „öffentlicher Tugend“ in der Hochschule und die Pflege neuer Formen des konsensstiftenden wissenschaftlichen Disputs in öffentlicher, freier Rede.
Der Preis ist mit 1.200 € dotiert.

## Preisträger
| Jahr            | Preisträger |
| --------------- | --- |
| 1990            | JuliA, die Jungliberale Aktion der DDR |
| 1992            | Thilo Wolf und Matthias Bellmann, Studenten der Universität Rostock |
| 1994            | Dirk Planert, Journalismus-Student an der Universität Siegen |
| 1996            | Bayreuther Initiative für Wirtschaftsökologie e.V. |
| 1998            | Weimarer Studenteninitiative „Heim statt Tschernobyl“ |
| 2002            | Projektgruppe Israel-Palästina der Evangelischen Studentengemeinde Koblenz „Für mutige Friedensaktion Nahost“, übergeben an Studentenpfarrer Martin Becker und Nadine Richter                                                                                                 |
| 2004            | IHI-EUREGIO-Studenteninitiative Umwelt des Internationalen Hochschulinstituts Zittau „Für gelebtes wiedervereinigtes Europa durch Einüben öffentlicher Bürgertugenden“, übergeben an Darius Szecowka (Polen), Iveta Martinkova (Tschechien) und Eva Salzbrenner (Deutschland) |
| 2006            | Studenteninitiative „expedition welt“ der Privatuniversität Witten-Herdecke „Für Weltbürger-Engagement in selbstgestalteten Praxistests nachhaltiger Entwicklung“, übergeben an Dirk Boeker                                                                                   |
| 2008            | Gruppe Heidelberg des Studierenden-Aktionsnetzwerks der amnesty international Hochschulgruppen „Für den Einsatz für die Menschenrechte weltweit auch im Lebensraum Hochschule“ (C. Schenzel), übergeben an Benjamin Titze                                                     |
| 2010            | InitiativeArbeiterKind.de (von Katja Urbatsch gegründet) zur Förderung des Hochschulstudiums von Nicht-Akademikerkindern |
| 2012            | Internetinitiative www.fdp-liberte.de „für das Anstiften öffentlicher Tugend gelebter Bürgerfreiheiten in praktizierter Graswurzeldemokratie“ |
| 2014            | Studierendeninitiative „Greening the University“ „für das Anstiften öffentlicher Tugend gelebter Bürgerfreiheiten in praktizierter Graswurzeldemokratie“ |
| 2016            | Kiron University und ihre Gründer Vincent Zimmer und Markus Kreßler |
| 2018            | WhyEurope, gemeinnützige Organisation |
| 2021 (für 2020) | Hongkonger Studentinnen und Studenten, stellvertretend an Nathan Law |
| 2022            | Liberal Democratic League of Ukraine |
| 2024            | Zeinab Herz, Ex-Muslimin, u. a. Zentralrat der Ex-Muslime, Junge Liberale und Liberale Hochschulgruppe Saar |

## Jury
Die Preisvergabe erfolgt aufgrund der Empfehlung einer siebenköpfigen Jury.
Vorsitzender der Jury war bis zu seinem Tod 2016 Peter Menke-Glückert. Sein Nachfolger war der Historiker Günther Heydemann, der bis 2016 Professor an der Universität Leipzig und Leiter des Hannah-Arendt-Instituts für Totalitarismusforschung in Dresden war. Seit August 2021 ist der Leiter des Archivs des Liberalismus der Friedrich-Naumann-Stiftung für die Freiheit, der Historiker Ewald Grothe, Vorsitzender der Jury.